# Mojo (альбом)
Mojo — одиннадцатый студийный альбом рок-группы Tom Petty and the Heartbreakers, изданный в 2010 году.

## Об альбоме
В 2009 году в интервью журналу Rolling Stone Том Петти рассказал о намерении записать первый за последние 8 лет новый студийный альбом The Heartbreakers. По словам лидера гуппы, блюзовый альбом должен быть записан в его личной студии вживую, без каких-либо специальных наложений или обработок. Весной 2010 года группа открыла личный канал на YouTube, где были выложены видеозаписи исполнений пяти песен с грядущего альбома: «Good Enough», «First Flash of Freedom», «I Should Have Known It», «Something Good Coming» и «Jefferson Jericho Blues». Последние три, как и обещал Том, были записаны с первого раза, без последующей обработки. Как выразился сам музыкант, это заняло примерно 12 минут. Впоследствии появился и видеоклип, на песню «Don’t Pull Me Over».
После достаточно слабого The Last DJ музыкальные критики встретили Mojo с воодушевлением. Дэвид Фрике из Rolling Stone заметил: «Этого стоило ждать. Mojo — динамит. Том Петти и The Heartbreakers вернулись к яростному звучанию своей первой золотой эпохи, увенчанной Hard Promises 1981-го». По мнению Билла Клиффорда из PopMatters, «на Mojo группа представила одни из лучших песен за свою карьеру, как лирически, так и музыкально». В Billboard 200 альбом достиг 2-го места, что не случалось с The Heartbreakers более 30-ти лет, с момента выхода Damn the Torpedoes.

## Список композиций
Слова и музыка всех песен — Тома Петти, за исключением «First Flash of Freedom», «I Should Have Known It» и «Good Enough» — Петти в соавторстве с Майком Кэмпбеллом.
| №   | Название                    | Длительность |
| --- | --------------------------- | ------------ |
| 1.  | «Jefferson Jericho Blues»   | 3:24         |
| 2.  | «First Flash of Freedom»    | 6:53         |
| 3.  | «Running Man’s Bible»       | 6:02         |
| 4.  | «The Trip to Pirate’s Cove» | 5:00         |
| 5.  | «Candy»                     | 4:12         |
| 6.  | «No Reason to Cry»          | 3:04         |
| 7.  | «I Should Have Known It»    | 3:36         |
| 8.  | «U.S. 41»                   | 3:01         |
| 9.  | «Takin’ My Time»            | 4:21         |
| 10. | «Let Yourself Go»           | 3:23         |
| 11. | «Don’t Pull Me Over»        | 4:05         |
| 12. | «Lover’s Touch»             | 4:24         |
| 13. | «High in the Morning»       | 3:36         |
| 14. | «Something Good Coming»     | 4:11         |
| 15. | «Good Enough»               | 5:57         |

Бонус-треки
| №   | Название                                            | Длительность |
| --- | --------------------------------------------------- | ------------ |
| 16. | «Little Girl Blues» (для iTunes)                    | 3:08         |
| 17. | «Mystery of Love» (не была готова к выходу альбома) | 3:56         |

## Участники записи
The Heartbreakers
- Том Петти — вокал, соло-гитара, ритм-гитара
- Майк Кэмпбелл — гитара
- Бенмонт Тенч[англ.] — фортепиано, орган
- Рон Блэр[англ.] — бас-гитара
- Скотт Терстон[англ.] — ритм-гитара, губная гармоника
- Стив Ферроне[англ.] — ударные, перкуссия